# Шалабаев, Бельгибай
Бельгибай Шалабаев (каз. Белгібай Шалабаев; 17 апреля 1911, Павлодарский уезд, Семипалатинская область — 1990, Алма-Ата) — казахский советский литературовед, критик, писатель, переводчик, педагог, доктор филологических наук (с 1969), профессор (с 1973). Заслуженный деятель науки Казахской ССР. Отличник народного просвещения СССР.
Видный исследователь казахской литературы.

## Биография
Родился 1 (14) апреля 1911 года в ауле № 4 Дальбинской волости Павлодарского уезда (ныне Далба Баянаульского района Павлодарской области).
В 1933 окончил отделение языка и литературы Казахского педагогического института. В 1933—1934 — редактор газеты «Пионер» (ныне «Ақ желкен»). В 1937 окончил аспирантуру Ленинградского госуниверситета.
С 1937 преподавал в Казахском университете, в 1937—1949 — декан, в 1949—1953 — заведующий кафедрой казахской литературы КазПИ им. Абая, старший научный сотрудник Института языкознания и литературы.
В 1949—1987 — доцент, профессор КазПИ, с 1987 — профессор-консультант.
Участник Великой Отечественной войны: в декабре 1943 — январе 1944 — агитатор 742-го стрелкового полка (Западный фронт). Участвовал в боях на витебском направлении. 10 января 1944 года был ранен.

## Научная и творческая деятельность
Печатается с 1930 года.
Научно-исследовательские труды Б. Шалабаева посвящены истории казахской литературы. Его книги посвящены значительным явлениям дореволюционной и советской казахской прозы.
Автор работ «Из истории казахской дореволюционной прозы и романа» (1956, на рус. яз.), «Очерки истории казахской дореволюционной литературы» (1958, на рус. яз.).
Один из соавторов «Истории казахской советской литературы» (1948, 1960), «Очерков истории казахской советской литературы» (1949), «Истории казахской литературы» («Казақ әдебиетінің тарихы», т. 1—3, 1960—1970). Автор монографий «История казахской прозы. Сюжет и характер» (1968), «История казахского романа» (1975).
Его перу принадлежат повести «В горах Тайжеген» (1932), «Поединок» («Жекпежек», 1936), сборник рассказов и фельетонов «Чего только в жизни не бывает» («Өмірде не болмайды», 1961) и др.
Б. Шалабаев активно занимался литературным переводом, перевёл на казахский язык повесть «Немой» В. Г. Короленко, сборник статей «О молодёжи и детях» М. Горького, избранные произведения В. Г. Белинского.

## Награды
- Орден Отечественной войны 1-й степени (11 марта 1985)
- Медаль «За трудовое отличие» (3 января 1959) — за выдающиеся заслуги в развитии казахского искусства и литературы и в связи с декадой казахского искусства и литературы в гор. Москве
- Орден Красной Звезды (23 марта 1944)
- Заслуженный деятель науки Казахской ССР
- Отличник народного просвещения СССР
- Медали